# Gómez Plata
Gómez Plata es un municipio colombiano ubicado en el departamento de Antioquia. Forma parte de la subregión norte. Limita por el norte con los municipios de Guadalupe y Amalfi; por el este, con el municipio de Yolombó; por el sur, con los municipios de Yolombó y Santa Rosa de Osos; y por el oeste, con los municipios de Santa Rosa de Osos y Carolina del Príncipe.

## Toponimia
Debe su nombre en memoria de Juan de la Cruz Gómez Plata, obispo neogranadino de Antioquia.

## Historia
Inicialmente estas tierras y las de los municipios vecinos estuvieron pobladas, como mucha parte de la vasta Antioquia, por etnias aborígenes, en su mayoría Nutabes.
Tras la instalación en este territorio de la primera colonia en 1760, la incipiente comunidad de este condado se llamó Hojas Anchas. Este nombre surgió puesto que del mismo modo habían llamado los colonos a un riachuelo rico en oro alrededor del cual se apostaron, en fincas del ciudadano Antonio Quintana, de origen español.
En 1882 la población adquirió categoría de fracción del municipio de Carolina del Príncipe. Luego el poblado se llamaría Pabón cuando adquirió en 1883 categoría de distrito. Posteriormente volvería a ser fracción de Carolina del Príncipe y a recuperar la denominación de Hojas Anchas hasta que ya en 1903, se erige como municipalidad con el nombre actual, Gómez Plata, en memoria del Obispo de Antioquia Juan de la Cruz Gómez Plata.
Gómez Plata también es conocida como "Tierra de la cordialidad" de aquí el distintivo de la amabilidad de su gente. la memoria de Gómez Plata guarda el compromiso de ser la tierra donde nació la luz que ilumino a Colombia y al departamento de Antioquia, puesto que en sus territorios yace una vasta cadena de embalses y centrales de generación de energía, la cual es orgullo nacional, ya que con el descubrimiento del potencial eléctrico del río Guadalupe, se empezó un proyecto visionario que permitió convertir a Gómez Plata en uno de los principales productores de energía de Colombia.

## Generalidades
- Erección en Municipio: ordenanza 26 del 20 de mayo de 1903
- Apelativo del distrito: "Distrito de Buena Familia".
- Tiene comunicación por carretera con Medellín, Guadalupe, Carolina del Príncipe, Amalfi, Yolombó, Angostura y Santa Rosa.

## División Político-Administrativa
Además de su Cabecera municipal. Gómez Plata tiene bajo su jurisdicción el siguiente corregimiento (de acuerdo a la Gerencia departamental):
| Corregimiento | Centros Poblados           | Veredas                                                                                                 |
| El Salto      | - El Salto                 | Arbolitos, El Guayabo, El Oso, El Tablón, Juntas, La Hondura.                                           |
| La Estrella   |                            | La Bonita, La Región, Claritas, Trapichera, La Angosturita, La Clara, Santa Elena, Calderas, Chilimaco. |
| San Matias    | - San Matías - Vega Botero | Balsas, Cañaveral, El Brasil, El Cerro, El Indio, La Acequia, La Primavera, Quebradona, San Antonio.    |

## Demografía
Población Total: 9 753 hab. (2018)
- Población Urbana: 5 017
- Población Rural: 4 736

Alfabetismo: 83.5% (2005)
- Zona urbana: 85.2%
- Zona rural: 82.0%

### Etnografía
Según las cifras presentadas por el DANE del censo 2005, la composición etnográfica del municipio es: 
- Mestizos & Blancos (99,7%)
- Afrocolombianos (0,2%)
- Indígenas (0,1%)

## Economía
- Energía Eléctrica
- Minería: Aurífera
- Agricultura: Caña de azúcar, Café, Maíz, Frutales, Plátano, Yuca
- Ganadería: Ganado de Leche y ceba.
- Comercio intenso.

## Fiestas
- Fiestas de la Cordialidad, primer puente de noviembre.
- Fiestas del Campesino, a finales de junio y comenzando julio.
- Exposición Equina Juzgada y Gran Cabalgata, en el Puente de Marzo.
- Fiestas del Agua, en el corregimiento El Salto, segundo puente de noviembre.
- Fiestas de San Roque, en el corregimiento de San Matías, en el segundo puente de agosto.
- Semana Santa, en el mes de marzo o abril y en vivo.
- Fiestas patronales de la Virgen del Carmen

## Gastronomía
Como especialidad de la localidad se consume el Pan de Maíz, muy típico del poblado y hecho con panela, harina de maíz, esencias y mantequilla.

## Sitios de interés
- Salto de Guadalupe, ubicado en el corregimiento El Salto del municipio de Gómez Plata.
- Teleférico, el más inclinado de Latinoamérica, además hace que este municipio tenga clima frío y a los 5 minutos tenga clima caliente debido a que el teleférico lo hace posible.
- Rancho "El Paso": Pesebrera, Fonda y Restaurante.
- Quebradas La que cruza el pueblo llamada Hojas Anchas, La Juntas con sus múltiples charcos y caídas de agua, aptos para Balneario y hacer Asados.
- Paraje La Clara, La Estrella, Caldera y el Encanto.
- Cerro Mocorongo, El Encanto, el alto de las Palomas y el alto del Zancudo.
- Represa Troneras por la vía llamada "El Guayabo", o pasando por Carolina del Príncipe dirigiéndose hacia el corregimiento de El Salto.
- Iglesia de Nuestra Señora del Carmen. Se comenzó a construir en 1970 tiene una arquitectura colonial hermosa.

## Personajes
- Jaime Arroyave, militar y dirigente deportivo. Se le considera como la persona que trajo y profesionaliso el deporte del Fútbol de salón en Colombia. Durante cuatro décadas estuvo al mando de las Divisiones menores de Millonarios, al equipo profesional lo dirigió como encargado en cuatro oportunidades sumando 29 partidos. Fue alcalde (e) de Gómez Plata.
- Gonzalo Cataño, sociólogo.
- Iván Duque Escobar, político.
- Gerardo Molina,  (Gómez Plata, 6 de agosto de 1906-Bogotá, 29 de marzo de 1991) fue un intelectual, escritor y político colombiano quien se desempeñó como profesor universitario de Derecho de las sedes principales de la Universidad Libre (Colombia) y de la Universidad Nacional de Colombia.
- Adrian Martínez, ingeniero Mecánico. Docente del ITM